# Widzów Teklinów
Widzów Teklinów – stacja kolejowa w Polsce położona w Widzowie, w województwie śląskim, w powiecie częstochowskim, w gminie Kruszyna.

## Ruch pasażerski[1]
| Rok  | Wymiana pasażerska na dobę | Miejsce w Polsce |
| ---- | -------------------------- | ---------------- |
| 2017 | 300-499                    | bd.              |
| 2018 | 300-499                    | bd.              |
| 2019 | 300-499                    | 619.             |
| 2020 | 200-299                    | 643.             |
| 2021 | 200-299                    | 687.             |
| 2022 | 200-299                    | 748.             |
| 2023 | 200-299                    | 803.             |
| 2024 | 200-299                    | 912.             |